# 1973年至1974年英格蘭足總盃
1973/74球季英格蘭足總盃（英語：FA Cup），是第93屆英格蘭足總盃，今屆賽事的冠軍是利物浦，他們在決賽以3:0擊敗紐卡素，奪得冠軍。本屆賽事繼續在舊溫布萊球場舉行。
利物浦曾在1970/71球季殺入決賽落敗，今次決賽以大勝來一吐烏氣，奪得冠軍。

## 外部連結
1. 英格蘭足總盃官網Archive-It的存檔，存档日期2012-04-24
2. 英格蘭足總盃 歷屆冠軍（页面存档备份，存于）